# Арабский культурный центр (Одесса)
Арабский культурный центр — мечеть в Одессе, Украина.
По мнению главного архитектора города Бориса Бровина, начальника горуправления охраны памятников культурного наследия Владимира Мещерякова, декана архитектурно-строительного института ОГАСА Валерия Уренева Арабский культурный центр является самым удачным архитектурным творением последних лет.

## Галерея

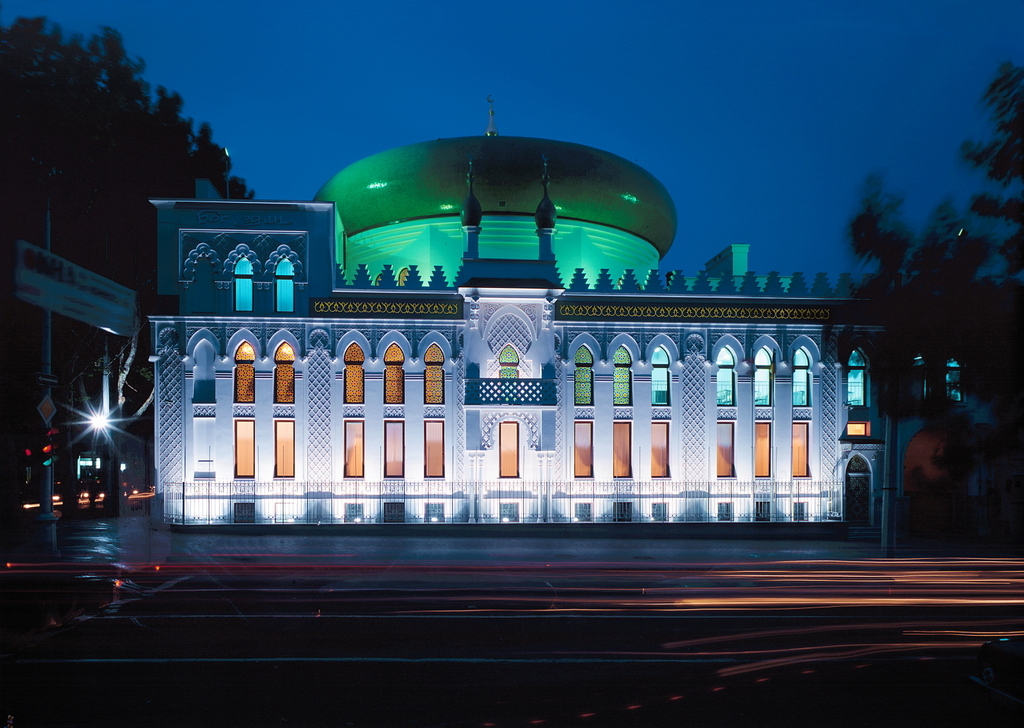
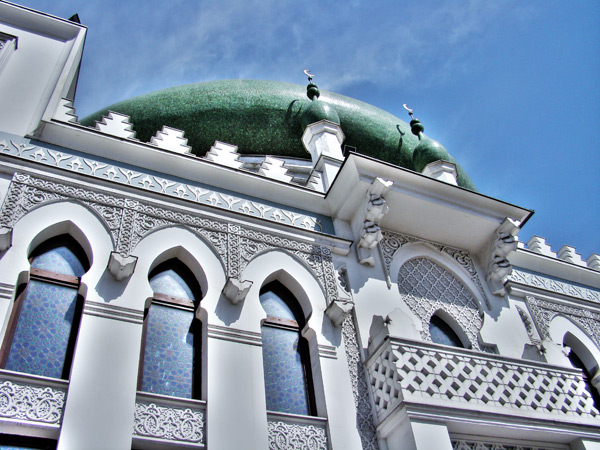
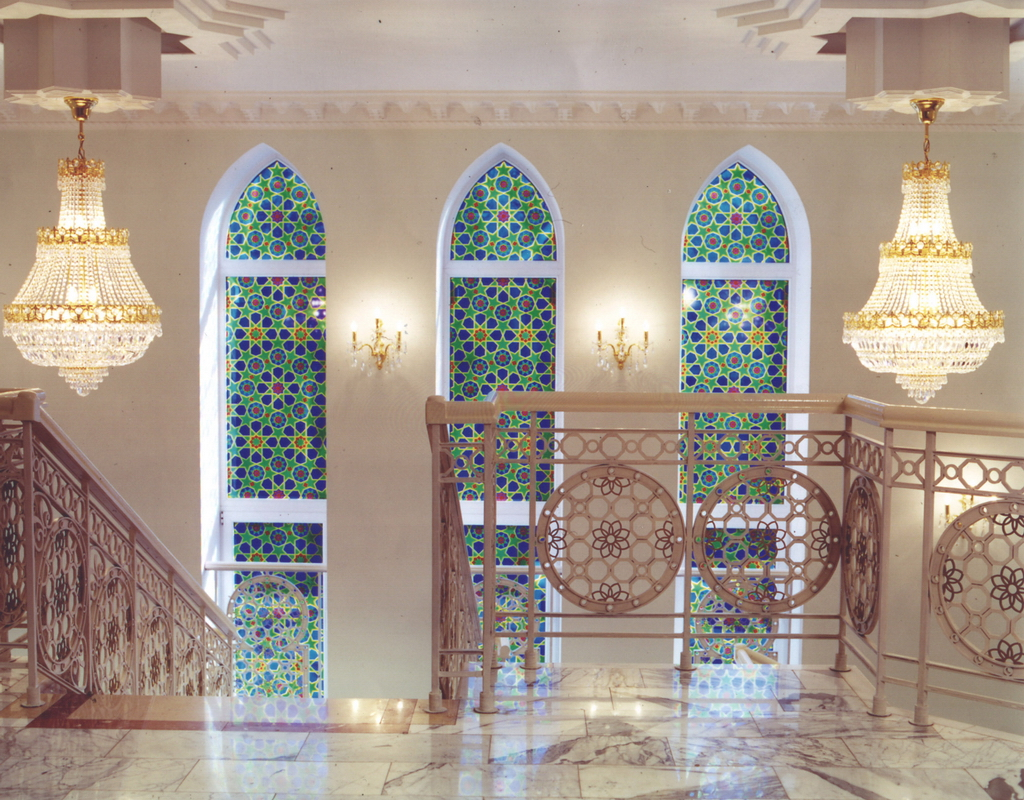
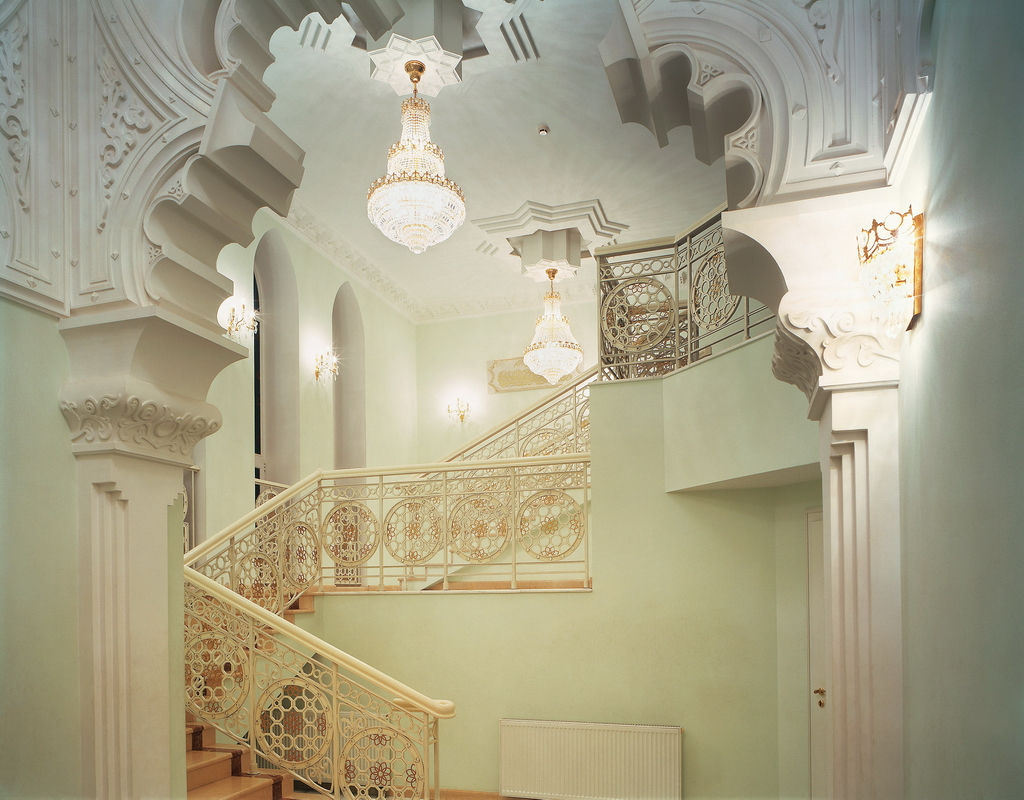
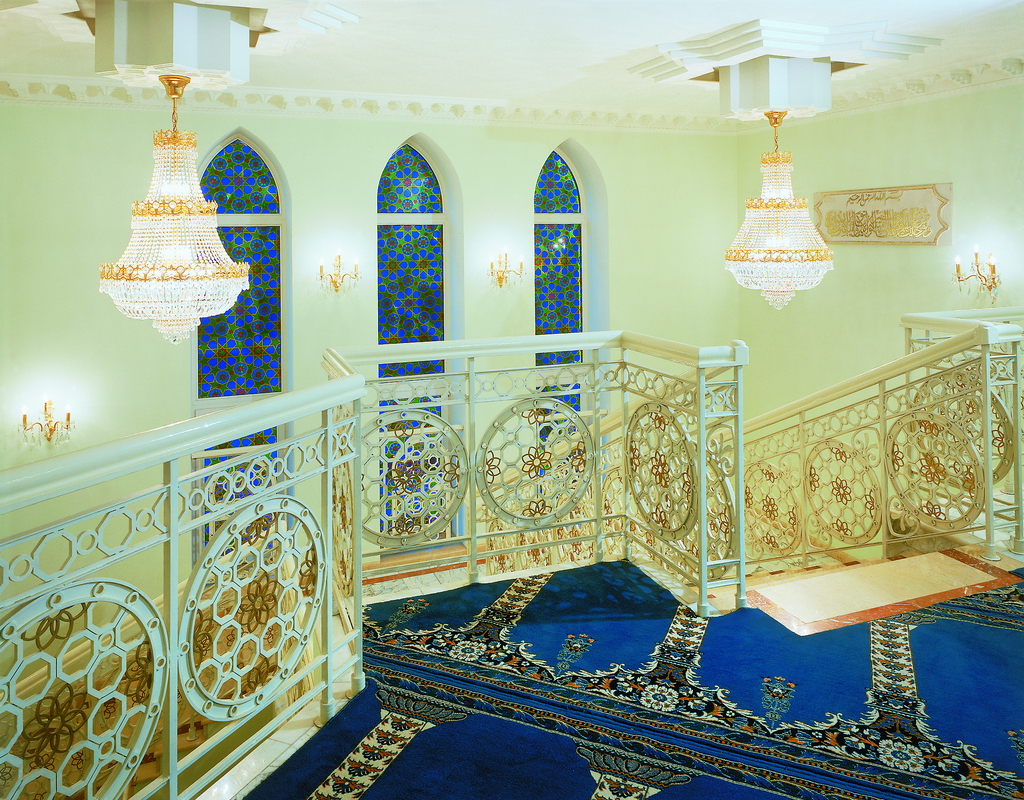
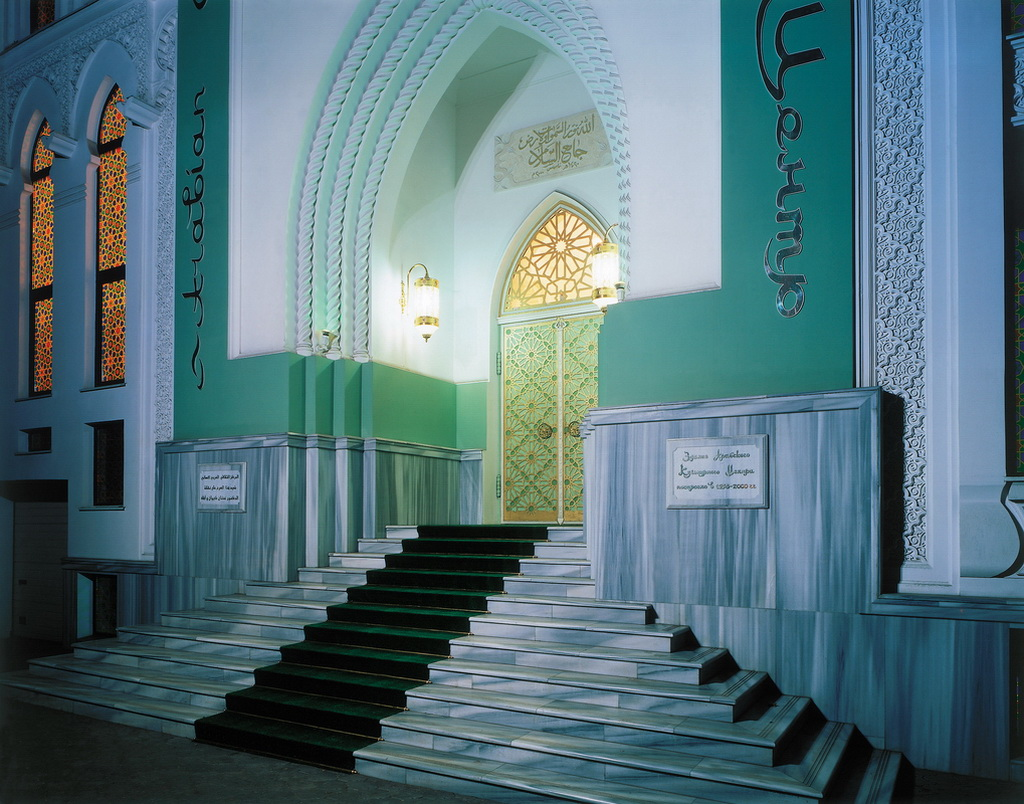
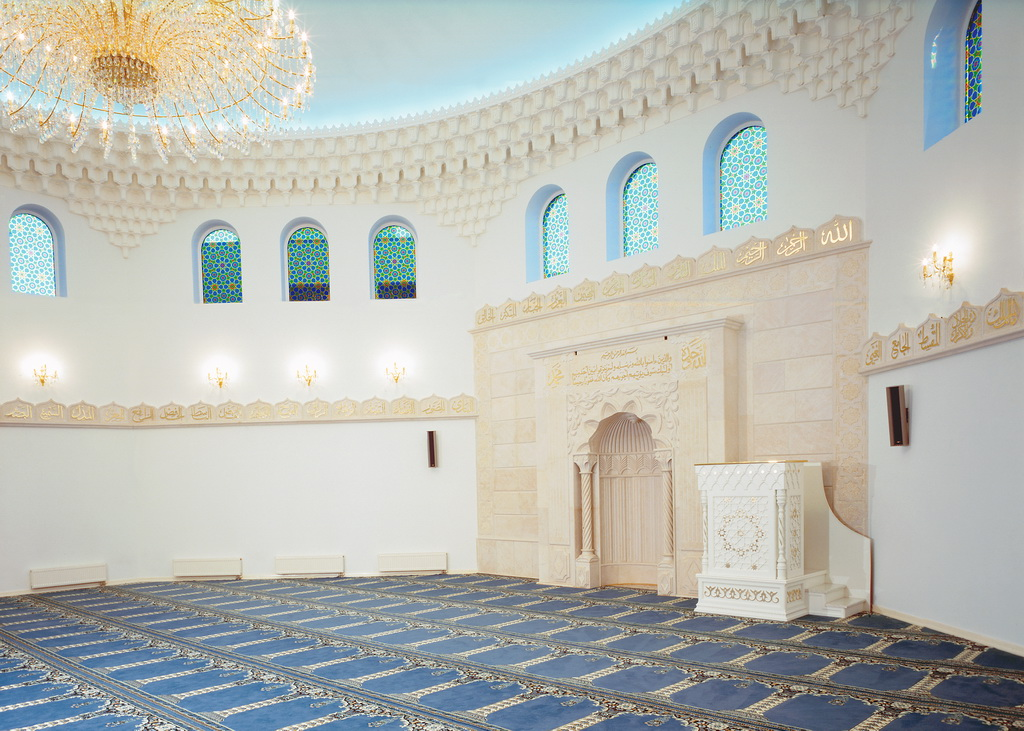

## История
Арабский культурный центр — был построен на средства бизнесмена сирийского происхождения Аднана Кивана. Проект был разработан Одесским архитектурно-реставрационным бюро Архпроект-МДМ. Главный архитектор проекта — Ю. В. Голодонюк, ведущий архитектор Повстанюк Д. М., реконструкция фасадов и интерьеры — Повстанюк М. Г.